# Alcona County
Alcona County er et county i den amerikanske delstat Michigan. Alcona County ligger nordøst på den sydlige halvø ved Lake Huron og grænser op til Alpena County i nord, Iosco County i syd og mod Oscoda County i vest.
Alcona Countys totale areal er 4.637 km² hvoraf 2.891 km² er vand. I 2000 havde Alcona County 11.719 indbyggere. Administrativt centrum er i byen Harrisville. 
Alcona County blev grundlagt i 1840 og hed frem til 1843 Negowegon County. Det nuværende navn er skabt af etnologen Henry Rowe Schoolcraft.

## Demografi
Ved folketællingen i 2000 boede der 11.719 personer i amtet. Der var 5.132 husstande med 3.566 familier. Befolkningstætheden var 7 personer pr. km². Befolkningens etniske sammensætning var 98.04% hvide, 0,16% afroamerikanere. 
Der var 5.132 husstande, hvoraf 20,40% havde børn under 18 år boende. 60,10% var ægtepar, som boede sammen, 5,80% havde en enlig kvindelig forsøger som beboer og 30,50% var ikke-familier. 26,60% af alle husstande bestod af enlige, og i 14,20% af tilfældene boede der en person, som var 65 år eller ældre.
Gennemsnitsindkomsten for en husstand var $31,362 årligt, mens gennemsnitsindkomsten for en familie var på $35.669 årligt.